# Alsterspatzen - Kinder- und Jugendchor der Hamburgischen Staatsoper

Alsterspatzen im März 2022

Die Alsterspatzen sind der Kinder- und Jugendchor der Hamburgischen Staatsoper.

## Geschichte
1975 gründete Jürgen Luhn den Chor in Hamburg unter dem Namen Norddeutscher Kinderchor Hamburg. Luhn war zur Gründungszeit zweiter Chordirektor an der Hamburgischen Staatsoper. Nach der ersten Schallplatte für Ariola benannte er den Chor 1981 in Hamburger Alsterspatzen um. Anfang der 1990er gewannen die Alsterspatzen vier internationale Musikwettbewerbe hintereinander, auch Fernsehauftritte steigerten die Bekanntheit.  Der Chor hat bisher mehr als hundert Tonträger veröffentlicht. 
Der Chor nimmt an Opernaufführungen mit Kinderpartien teil, gehörte aber vor 2019 organisatorisch nicht zur Hamburgischen Staatsoper, sondern wurde privat von Jürgen Luhn organisiert. Mit Beginn der Spielzeit 2019/20 wurde der Chor als Kinder- und Jugendchor der Hamburgischen Staatsoper in die Trägerschaft des Opernhauses überführt. Die Leitung übernahm Luiz de Godoy.

## Mitwirkung und Repertoire
Mädchen und Jungen werden ab 6 Jahren in den Chor aufgenommen. 
Der Chor singt an der Hamburgischen Staatsoper die Kinderchorpartien in Hänsel und Gretel, Tosca, Pagliacci, Turandot, Das schlaue Füchslein, Die Tote Stadt, La Bohème, Carmen, Il Trittico, Boris Godunov u. a. und ist auch regelmäßig auf Konzertbühnen zu erleben. 2023 debütierten sie in der New Yorker Carnegie Hall.

## Ehemalige
Zu den ehemaligen Alsterspatzen gehören:
- Christina Scheppelmann (* 1968), Opernintendantin
- Malte Neumann (* 1968), Keyboarder der Rockband Selig
- Mojca Erdmann (* 1975), Sopranistin
- Lucius Wolter (* 1979), Musical-Sänger
- Nadine Sieben (* 1979), Schlagersängerin

## Auszeichnungen und Wettbewerbe
- 1. Preis beim Certamen Coral de Tolosa in der Kategorie Kinderchor, Tolosa (Spanien)
- 1980 und 1991: 1. Preis beim Llangollen International Eisteddfod in der Kategorie Children’s Choirs, Llangollen (Großbritannien)[5]
- 1. Preis cum laude beim Europäischen Musikfestival für die Jugend in Neerpelt (Belgien).
- 1. Preis beim Internationalen Kinderchorwettbewerb in Nantes
- 1. Preis beim Harmonie-festival in Lindenholzhausen (Deutschland).
- 1. Preis beim Oskarshamn International Choir Festival in Oskarshamn (Schweden)
- 2001: Johannes-Brahms-Medaille der Stadt Hamburg, überreicht durch Kultursenatorin Christina Weiss.[6]